# Raión de Yulfa
Yulfa (en azerí: Culfa) es uno de los cincuenta y nueve rayones de Azerbaiyán, se encuentra localizado en la República Autónoma de Najicheván. La capital es la ciudad de Yulfa. Este rayón es limítrofe con Armenia en el este e Irán en el oeste.

## Economía
La economía de la región está dominada por la agricultura. Este rayón es un productor de vino y cereales y posee también un sector dedicado a la ganadería. Además, hay varios establecimientos de industrias manufactureras.

## Territorio y población
Posee una superficie de 995 kilómetros cuadrados, los cuales son el hogar de una población compuesta por unas 39 100 personas. Por ende, la densidad poblacional se eleva a la cifra de los 39,3 habitantes por kilómetro cuadrado.